# Caño Cristales
Der Caño Cristales ist ein Fluss im Departamento del Meta in Kolumbien, der im Nationalpark Serranía de la Macarena, einer Bergkette, entspringt und in den Guayabero mündet. Wegen seiner Farbenvielfalt von Juli bis November wird er als „Fünf-Farben-Fluss“ oder als „Flüssiger Regenbogen“ bezeichnet. Die Farben stammen vom Pflanzenbewuchs auf dem Flussgrund und variieren zwischen Gelb, Grün, Blau, Schwarz und Rot. In Rot erscheinen zum Beispiel die Pflanzen der Macarenia (Rhyncholacis clavigera) aus der Familie der Podostemaceae.

## Umwelt
Der Fluss liegt zwischen drei großen Ökosystemen mit artenreicher Flora und Fauna: den Anden, den Llanos und dem Amazonischen Regenwald. Der Fluss selbst ist ein Klarwasserfluss: Er ist arm an Nähr- und Schwebstoffen und erscheint daher sehr sauber. Zudem ist er fischfrei. 